# Little Big League (película)
Little Big League (titulada Un entrenador de primera en España) es una película estadounidense de 1994 dirigida por Andrew Scheinman. Está protagonizada por Luke Edwards, Ashley Crow, Timothy Busfield, Josh Ashton, Kevin Dunn y Jason Robards. La película se estrenó el 29 de junio de 1994.

## Sinopsis
Billy Heywood (Luke Edwards), es un niño que juega en la pequeña liga de béisbol. Es el hijo de una madre soltera viuda, Jenny (Ashley Crow), y su abuelo es Thomas Heywood (Jason Robards), dueño del equipo Minnesota Twins. Cuando el abuelo muere, se revela que quería que Billy heredara la franquicia. Thomas Heywood especificó que si Billy todavía es menor de edad en el momento de su muerte, sus ayudantes le asistirán hasta que Billy tenga la edad suficiente para dirigir el equipo solo.

## Reparto
- Luke Edwards – Billy Heywood
- Timothy Busfield – Lou Collins, 1B
- Ashley Crow – Jenny Heywood
- John Ashton – Mac Macnally
- Kevin Dunn – Arthur Goslin
- Jason Robards – Thomas Heywood